# Резервни играчи
Резервни играчи (енгл. The Other Guys) амерички је акциони комедијски филм из 2010. године, у режији Адама Мекеја, а по његовом сценарију и Криса Хенчија. Главне улоге играју Вил Ферел и Марк Волберг.
Двојица осрамоћених полицајаца, Тери и Ален, добијају задатак да истраже случај у који је умешан сумњиви капиталиста. Морају оставити по страни своје разлике и претворити се у детективе које обожавају.

## Радња
Полицајци П.К. Хајсмит (Самјуел Л. Џексон) и Кристофер Денсон (Двејн „Стена” Џонсон) с правом их сматрају једним од најбољих, јер решавају сложене случајеве и хватају угледне криминалце. Али све се мења када, као последица несреће, обоје умру. Два полицајца из рачуноводства настоје да заузму њихово место - Ален Гембл (Вил Ферел) и Тери Хојц (Марк Волберг). Гембл је обичан канцеларијски службеник, задовољан својом папирологијом, али Хојц верује да није имао среће у животу и да је био потцењен.
Губитници и пиштољаши, њихове колеге се шале, док ови добијају прилику да се истакну, иако им не верују, чак ни да носе пиштољ или да возе патролна кола. Гембл и Хојц лове криминалце у Аленовом скромном објекту. Они преузимају веома озбиљан и компликован случај који укључује крађу 32 милијарде долара и непоштеног олигарха Дејвида Ершона.

## Улоге
| Глумац              | Улога                     |
| ------------------- | ------------------------- |
| Вил Ферел           | детектив Ален Гембл       |
| Марк Волберг        | детектив Тери Хојц        |
| Ева Мендес          | доктор Шејла Рамос Гембл  |
| Мајкл Китон         | капетан Џин Маух          |
| Стив Куган          | сер Дејвид Ершон          |
| Реј Стивенсон       | Роџер Весли               |
| Семјуел Л. Џексон   | детектив Пи-Кеј Хајсмит   |
| Двејн Џонсон        | детектив Кристофер Денсон |
| Линдзи Слоун        | Френсин                   |
| Натали Зиа          | Кристинита                |
| Роб Ригл            | детектив Еван Мартин      |
| Дејмон Вејанс млађи | детектив Фосе             |
| Виола Харис         | мама Рамос, Шејлина мајка |
| Роб Хубел           |                           |
| Брет Гелман         |                           |
| Боби Канавале       |                           |
| Енди Бакли          |                           |
| Бен Шварц           |                           |
| Адам Мекеј          |                           |
| Зек Вудс            |                           |
| Крис Гетард         |                           |
| Зои Листер-Џоунс    |                           |
| Мајкл Дилејни       |                           |
| Тес Картел          |                           |